# Topchanchi
Topchanchi is een census town in het district Dhanbad van de Indiase staat Jharkhand. 

## Demografie
Volgens de Indiase volkstelling van 2001 wonen er 5397 mensen in Topchanchi, waarvan 53% mannelijk en 47% vrouwelijk is. De plaats heeft een alfabetiseringsgraad van 57%.

## Galerij

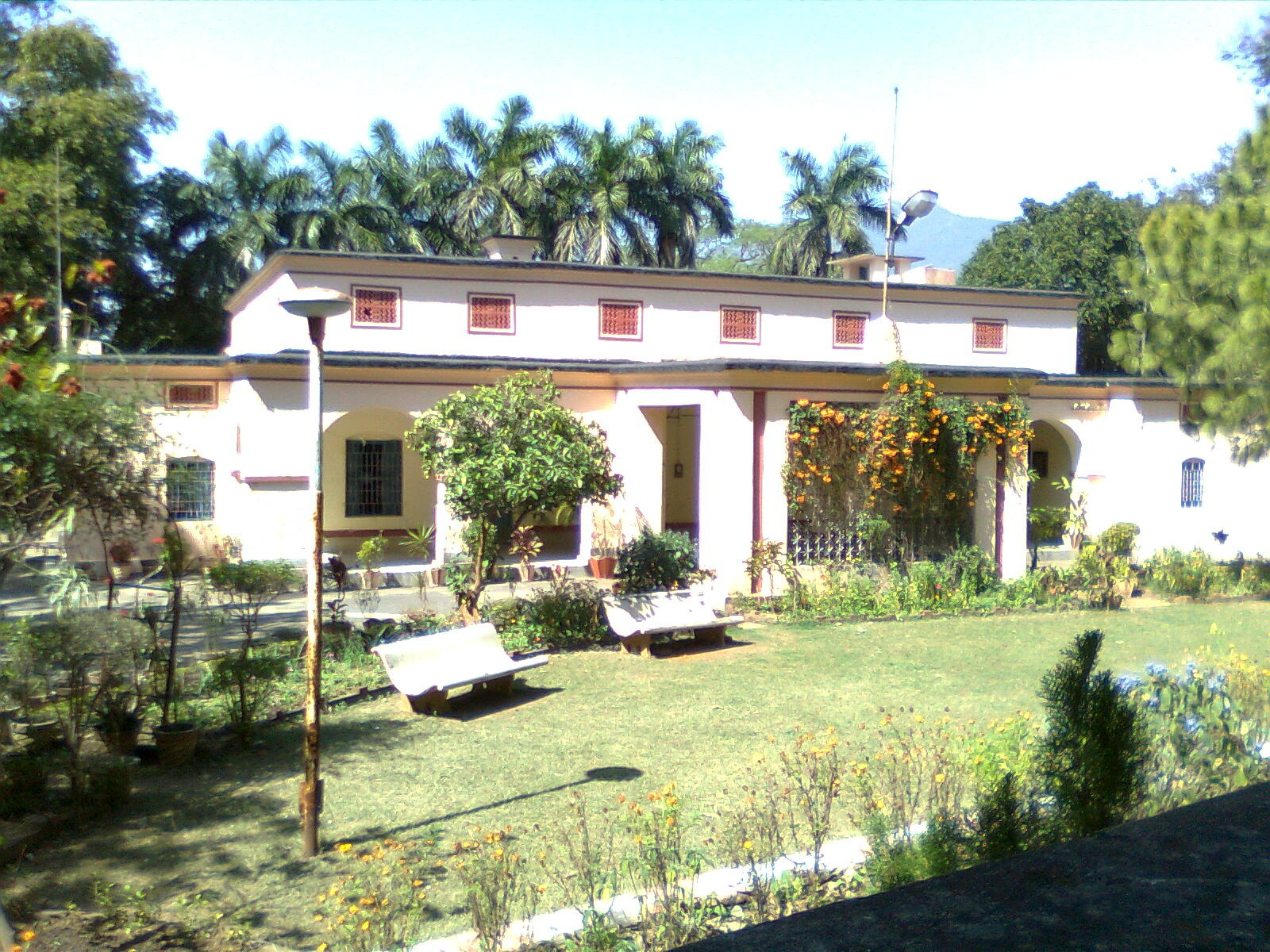
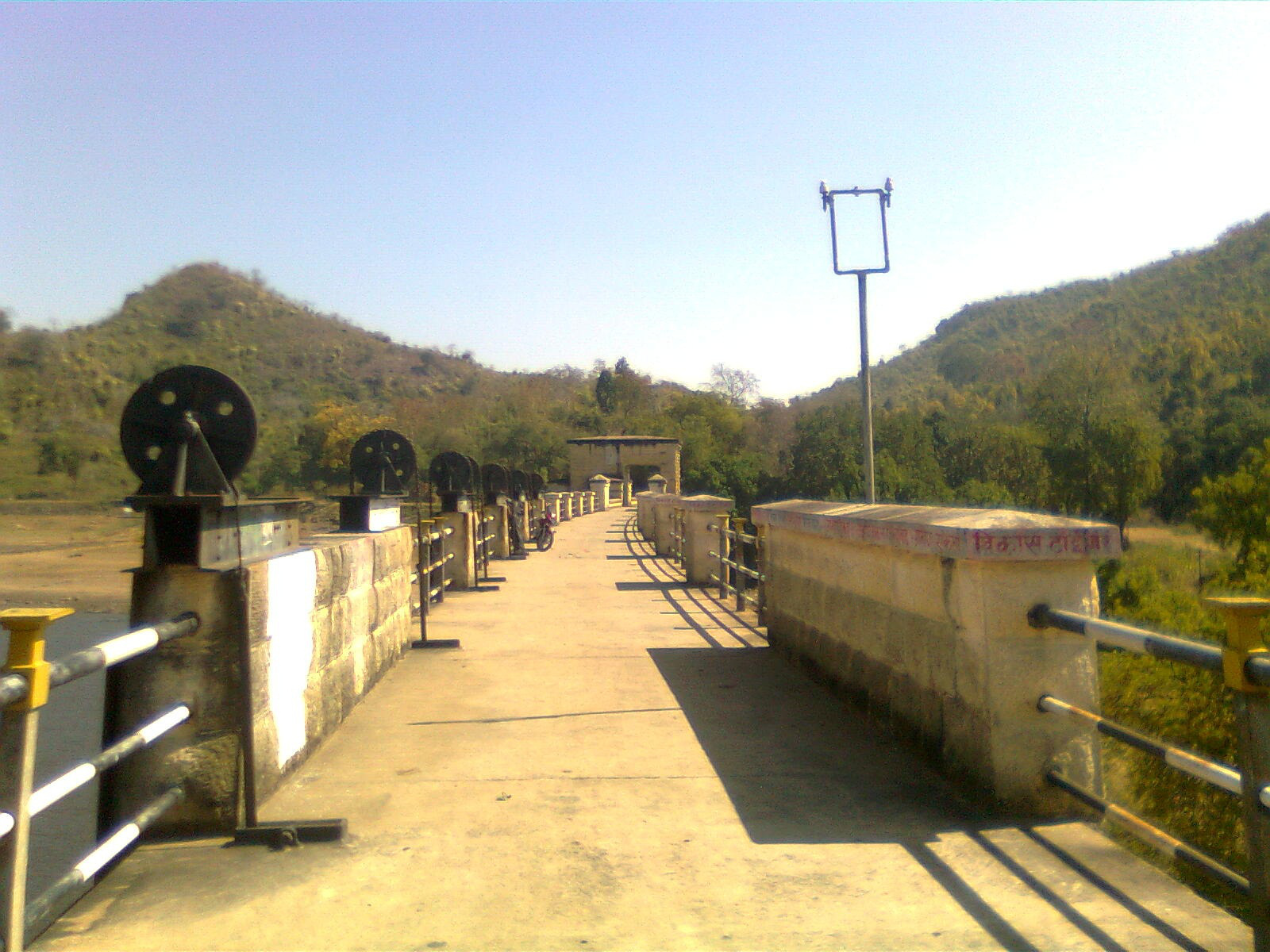
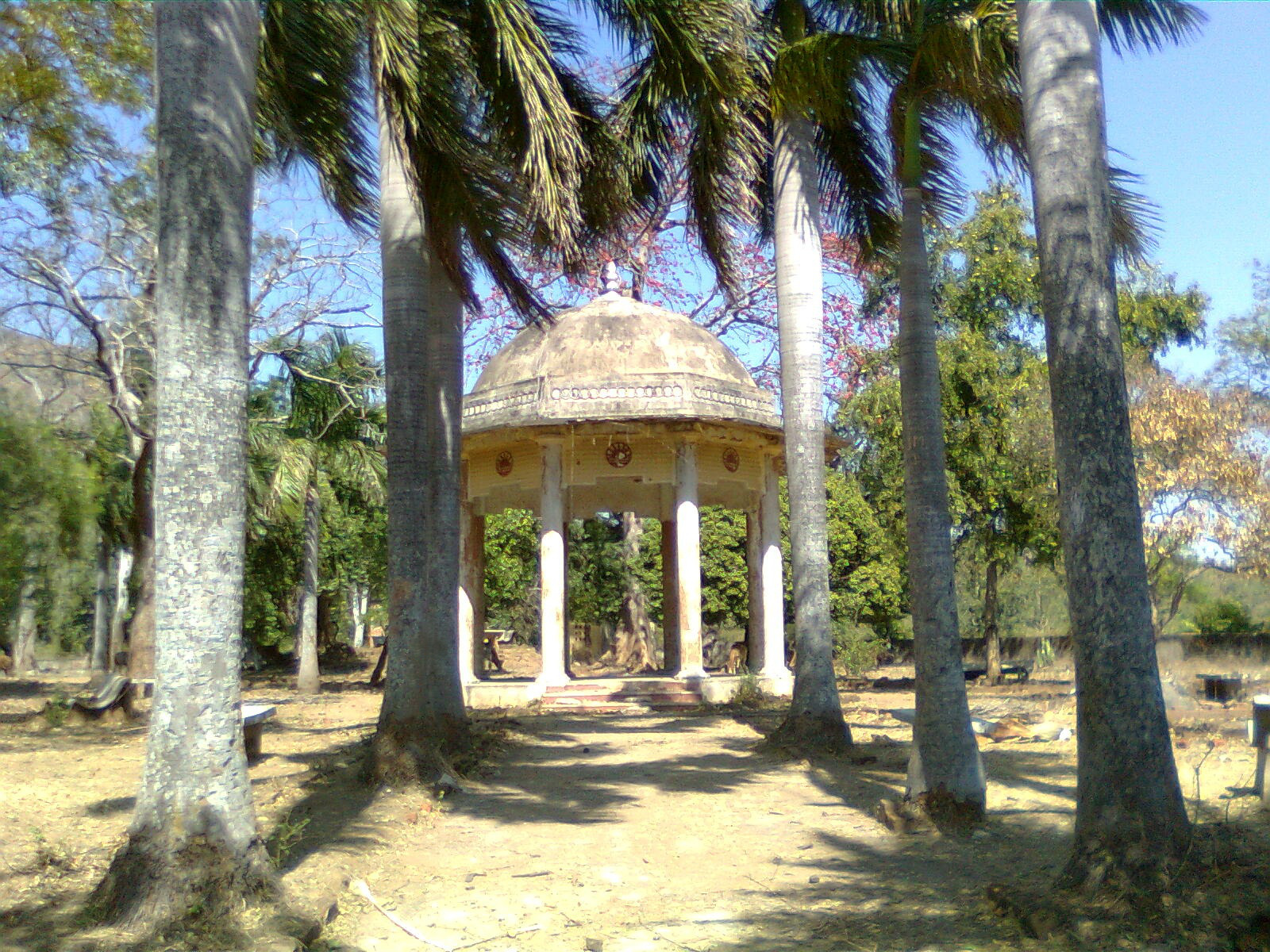